# 9. avgust
9. avgust je 221. dan leta (222. v prestopnih letih) v gregorijanskem koledarju. Ostaja še 144 dni.

## Dogodki
- 48 pr. n. št. – Julij Cezar pri Pharsalusu premaga Pompeja, ki pobegne v Egipt
- 70 – porušen Jeruzalemski Tempelj
- 378 – Vizigoti pri Adrianopolisu (danes Edirne v Turčiji) premagajo Rimljane pod vodstvom Valensa
- 870 – Ludvik Nemški in Karel Plešasti z mersensko pogodbo določita meje med vzhodnofrankovsko Nemčijo in zahodnofrankovsko Francijo
- 1471 – Francesco della Rovere postane papež Sikst IV.
- 1655 – Oliver Cromwell razpusti parlament in uvede diktaturo
- 1842 – z Webster - Ashburtnovim sporazumom je določena meja med ZDA in Kanado vzhodno od Skalnega gorovja
- 1868 – v Ljutomeru poteka prvi slovenski tabor
- 1877 – Indijanci plemena Nez Percé se pri reki Big Hole River spopadejo z ameriško vojsko
- 1892 – Thomas Alva Edison prejme patent za dvosmerni telegraf
- 1901 – Edvard VII. postane britanski kralj
- 1903 – Pij X. postane papež
- 1916 – italijanska vojska vkoraka v Gorico
- 1936 – Jesse Owens na olimpijskih igrah v Berlinu osvoji še četrto zlato kolajno
- 1941 – Začetek srečanja Franklin Roosevelt-Winston Churchill v zalivu Placentia, kar privede do podpisa atlantske listine
- 1942 –
  - Britanci v Bombayu aretirajo Mahatmo Gandhija
  - padec Krasnodara in Majkopa
- 1944 –
  - ameriška vojska prodre do Le Mansa
  - začasna vlada francoske republike vzpostavi suverenost Svobodne Francije na osvobojenem ozemlju
- 1945 –
  - atomska bomba pade na Nagasaki
  - ofenziva RA v Mandžuriji
- 1954 – Jugoslavija, Grčija in Turčija na Bledu podpišejo balkanski sporazum o političnem sodelovanju in medsebojni pomoči
- 1965 –
  - Singapur se odcepi od Malezije
  - v požaru na izstrelišču balističnih raket Titan v kraju Searcy, Arkansas umre 53 delavcev
- 1969 – pripadniki kulta Charlesa Mansona umorijo 5 ljudi
- 1974 – Gerald Ford postane 38. predsednik ZDA
- 1993 – Albert II. postane belgijski kralj
- 1999 – Boris Jelcin odstavi premiera Sergeja Vadimoviča Stepašina in celotno vlado
- 2016 – Tina Trstenjak osvoji zlato olimpijsko medaljo v judu (do 63 kg).

## Rojstva
- 1593 – Izaak Walton, angleški pisatelj († 1683)
- 1676 – Lovrenc Marušič - Romuald Štandreški, slovenski kapucin, dramatik Škofjeloškega pasijona († 1748)
- 1757 – Thomas Telford, škotski arhitekt, gradbenik († 1834)
- 1797 – Charles Robert Malden, britanski raziskovalec († 1855)
- 1805 – Joseph Locke, angleški gradbenik († 1860)
- 1859 – Ivan Dečko, slovenski odvetnik, politik († 1908)
- 1874 – Reynaldo Hahn, nemško-venezuelski, skladatelj, dirigent, kritik († 1947)
- 1893 – Frans Ferdinand Blom, danski arheolog († 1963)
- 1896 – Jean Piaget, švicarski psiholog († 1980)
- 1899 – Pamela Lyndon Travers, avstralska pisateljica, pesnica († 1996)
- 1910 – Larysa Hienijuš, beloruska pesnica († 1983)
- 1911 – William Alfred Fowler, ameriški fizik, astrofizik, nobelovec 1983 († 1995)
- 1912 – Bojan Adamič, slovenski skladatelj, dirigent in aranžer († 1995)
- 1914 – Tove Marika Jansson, finska pisateljica († 2001)
- 1927 – Robert Shaw, angleško-ameriški igralec († 1978)
- 1937 – Stane Koritnik, slovenski operni pevec, baritonist († 2014)
- 1938 – Rod Laver, avstralski tenisač
- 1945 – Tone Pretnar, slovenski literarni zgodovinar († 1992)
- 1949 – Jonathan Kellerman, ameriški psiholog, pisatelj
- 1957 – Melanie Grifith, ameriška filmska igralka
- 1963 – Whitney Houston, ameriška pop pevka († 2012)
- 1969 – Gillian Anderson, ameriška filmska igralka (Dosjeji X)
- 1973 – Filippo Inzaghi, italijanski nogometaš

## Smrti
- 117 – Marcus Ulpius Nerva Traianus, rimski cesar (* 53)
- 833 – Al-Mamun, abasidski kalif in mecen (* 786)
- 1048 – Damaz II., papež tirolskega rodu
- 1157 – Knut V., danski kralj (* 1129)
- 1167 – Danijel I. Praški, škof Prage
- 1173 – Nadžim ad-Din Ajub, guverner Egipta, Saladinov oče
- 1211 – William de Braose, angleški plemič, 4. baron Bramber (* 1144)
- 1257 – Valdemar III., vojvoda Schleswiga (* 1238)
- 1296 – Hugo Briennski, grof Brienneja in Lecceja (* 1240)
- 1341 – Eleanora Anžujska, neapeljska princesa, sicilska kraljica (* 1289)
- 1354 – Štefan Slavonski, madžarski princ, vojvoda Slavonije (* 1332)
- 1420 – Peter d'Ailly, francoski kardinal, teolog in astrolog (* 1351)
- 1601 – Mihael Hrabri, vlaški in moldavski knez (* 1558)
- 1904 – Friedrich Ratzel, nemški geograf, etnograf (* 1844)
- 1916 – Lily Braun, nemška feministka, pisateljica (* 1865)
- 1919 –
  - Ruggiero Leoncavallo, italijanski skladatelj (* 1857)
  - Ernst Haeckel, nemški biolog, filozof, zdravnik in umetnik (* 1834)
- 1938 – Leo Frobenius, nemški etnolog (* 1873)
- 1942 – Edith Stein, (redovno Terezija Benedikta od Križa) judovsko-nemška filozofinja in svetnica (* 1891)
- 1956 – Alojzija Štebi, slovenska političarka, novinarka, urednica, aktivistka (* 1883)
- 1962 – Hermann Hesse, nemški pisatelj, nobelovec 1946 (* 1877)
- 1969 – Sharon Marie Tate, ameriška filmska igralka (* 1943)
- 1975 – Dmitrij Šostakovič, ruski skladatelj (* 1906)
- 1995 – Jerry Garcia, ameriški rock kitarist, pevec (* 1942)
- 2002 – Peter Neville, angleški sociolog, anarhist, mirovni aktivist (* ?)
- 2006 – James Alfred Van Allen, ameriški fizik (* 1914)
- 2015 – Berto Camlek, slovenski motociklistični dirkač (* 1970)

## Prazniki in obredi
- Republika Južna Afrika - dan žena
- Singapur – narodni dan
- mednarodni dan domorodnih ljudstev